# عبدالله بیگلری
عبدالله بیگلری سیاست‌مدار ایرانی بود، که در  دوره بیست و سوم  به‌عنوان نماینده شازند در مجلس شورای ملی حضور داشت.